# Horoșova, Borșciv
Horoșova (în ucraineană Горошова) este o comună în raionul Borșciv, regiunea Ternopil, Ucraina, formată numai din satul de reședință.

## Demografie
Componența lingvistică a comunei Horoșova
     Ucraineană (99,95%)
     Alte limbi (0,05%)
Conform recensământului din 2001, majoritatea populației comunei Horoșova era vorbitoare de ucraineană (99,95%), existând în minoritate și vorbitori de alte limbi.